# Egídio Ferreira Lima
Egídio Ferreira Lima (Timbaúba, 26 de agosto de 1929 – Recife, 16 de abril de 2022), foi um político brasileiro. Exerceu o mandato de deputado federal constituinte em 1988.
Filho de Valdo Ferreira da Lima e Júlia de Andrade Ferreira da Lima, Ferreira Lima se casou com Silva Ferreira Lima e Maria do Carmo Urquiza.
Em 1955, formou-se em ciências jurídicas e sociais pela Universidade Federal de Pernambuco (UFPE), se formando na mesma turma que Marcos Freire, futuro correligionário. Durante a vida acadêmica, destacou-se como líder estudantil.
Seu apelido entre os amigos era "Professor".

## Carreira
Foi vereador em outubro de 1950 por sua cidade natal. Assumiu em fevereiro de 1951 e deixou a Câmara Municipal em janeiro de 1955, ao término de sua legislatura. Conquistou o cargo de juiz do Tribunal de Justiça de Pernambuco, permanecendo no cargo até 1963. Em 1965, lecionou no curso de Direito da UFPE.
Foi eleito deputado estadual de Pernambuco pelo Movimento Democrático Brasileiro (MDB) em 1966, se opondo ao regime militar de 1964. Assumiu em fevereiro de 1965, permanecendo no cargo até janeiro de 1969. Teve seus direito políticos cassados em decorrência do Ato Institucional nº5, de 13 de dezembro de 1968.
Em 1970 foi colaborador na criação do grupo "autênticos" de seu partido, considerado este o encontro dos membros mais à esquerda da agremiação, no qual Freire, seu ex-colega de classe, também fez parte junto com Jarbas Vasconcelos e Fernando Lyra. No ano de 1974, foi um dos coordenadores da candidatura de Marcos Freire na eleição ao Senado Federal, sendo bem sucedido então.
Na OAB-PE, tornou-se titular do conselho secional de 1972 e 1982. Depois de ter perdido seus direitos políticos em 1968, foi beneficiado pela anistia geral decretada por João Batista Figueiredo, até então presidente da República, em agosto de 1979. Neste momento, se aliou ao Partido do Movimento Democrático Brasileiro (PMDB).
Em novembro de 1982, se tornou deputado federal em representação a Pernambuco, assumindo em fevereiro de 1983. No mesmo ano, recebeu indicação de Freitas Nobre, líder do PMDB, para ocupar a vice-liderança da legenda. Nesse período, participou da Comissão de Constituição e Justiça.
Começou a se definir como “socialista cristão”, defendendo os direitos dos trabalhadores. Um de seus atos, por exemplo, foi votar em contrapartida aos decretos de arrocho salarial.

## Diretas Já
No período em que começaram os ruídos sobre quem seria o sucessor do presidente da República, general João Batista Figueiredo, foi um dos apoiadores das "Diretas Já", movimento que exigia o voto direto para a presidência do Brasil. Votada com a emenda Dante de Oliveira, numa sessão da Câmara dos Deputados em 25 de abril de 1984, foi a favor da medida, que não foi aprovada pelos deputados à época.
Mesmo assim, Ferreira Lima manteve o posicionamento sobre o assunto. Ele foi autor de criticas sobre a postura do regime militar, acusando o movimento da oposição - o qual fazia parte - como passivo ao aceitar a possibilidade de negociar as eleições diretas.
Essa postura não agradou ao PSD, partido criticado, o que provocou um pedido de destituição de Ferreira Lima como vice-líder do PMDB.

## Posicionamentos
Em 15 de janeiro de 1985, votou em Tancredo Neves para ocupar a cadeira da presidência. Neves foi candidato pela Aliança Democrática, união do PMDB com a dissidência do PDS abrigada na Frente Liberal. Como a história nos conta, Tancredo Neves não tomou posse do cargo, pois faleceu no dia 21 de abril de 1985. José Sarney, o vice-presidente, assume o cargo depois de desempenhar essas funções, interinamente, desde 15 de março do mesmo ano.
O até então presidente foi criticado por Ferreira Lima em outubro de 1985. A pauta abordada nessa exclamação incluiu uma desaprovação da política econômica do governo da Nova República, inaugurada por Sarney. Os "ataques" aconteceram nos âmbitos da fragilidade das medidas tomadas, aumento da dívida interna e déficit do Tesouro Nacional.
Em 1986, tornou-se deputado federal constituinte por Pernambuco pelo PMDB. Ocupou cadeira no mês fevereiro do ano seguinte, na Assembléia Nacional Constituinte (ANC) de 1987, período no qual se tornou relator da Comissão da Organização dos Poderes e Sistema de Governo, titular da Comissão de Sistematização e suplente da Subcomissão de Defesa do Estado, da Sociedade e de sua Segurança, da Comissão da Organização Eleitoral Partidária e Garantia das Instituições.
Foi ferrenho no que diz respeito a discordância da defesa de eleições diretas para presidente em 1987. Ele afirmou que a transição política para o regime democrático poderia ser prejudicada pela decisão. Assim, defendeu a criação de um movimento que atestasse a posse do presidente José Sarney.
Em junho de 1987, divulgou a versão primária de seu relatório para a Comissão da Organização dos Poderes e Sistemas de Governo. Propôs, nesse instante, um sistema de governo baseado no parlamento. Algumas medidas incluíam decisões como dar quatro anos de mandato para Sarney e cinco anos aos futuros presidentes. Foi defensor também da alteração das leis internas da Constituinte, minimizando emendas e com o aumento de escolhas de cada constituinte e líderes.
Nas principais votações da Constituinte, foi a favor de romper relações diplomáticas com países que discriminavam racialmente, desapropriavam propriedades produtivas, que eram aliadas ao mandado de segurança coletivo, que proibiam o comércio de sangue, limitavam os encargos da dívida externa, que criavam um fundo de apoio à reforma agrária, apoiavam a anistia de micro e pequenos empresários e dos que eram a favor da descriminalização do aborto.
Era contra a legalização do jogo do bicho, a pena de morte e a limitação em 12% (ao ano) no caso dos juros reais.
No que abrangia diretamente os trabalhadores, respondeu "sim" a proteção ao emprego contra a despedida sem justa causa, da unicidade sindical, do aviso prévio proporcional e do turno seis horas horas seguidas. Mesmo considerando justa uma jornada semanal de 40 horas, votou contra em consideração a inadequação a respeito da pluralidade da economia brasileira no âmbito regional. Reservar o mercado aos produtos nacionais e manter o Estado no controle do sistema financeiro também estavam em suas pautas de apoio.
Com a promulgação da nova Carta constitucional em 5 de outubro de 1988, participou desde então na Câmara dos Deputados em suas funções normais.

## Mudanças
Em fevereiro de 1989, Ferreira Lima se filiou ao PSDB, sendo apoiador do senador Mário Covas em sua corrida à presidência da República. Essa foi a primeira eleição direta no Brasil desde 1960 para o cargo.
Foi secretário-geral do último partido ao qual se partidarizou e iniciou Roberto Magalhães, político pernambucano, na concorrência a vice-presidência, juntamente com Mário Covas, mas isso não aconteceu e Magalhães renunciou à candidatura.

## Pós-carreira política
Depois de quase 40 anos no cenário político nacional, Egídio Ferreira Lima deixou o Congresso Nacional após janeiro de 1991, quando seu último mandato se encerrou. Aposentado como professor do curso de Direito da UFPE, instituição onde se formou, se dedica hoje ao ramo da advocacia, com um escritório em Recife, capital pernambucana.
Ainda em vida pública, Ferreira Lima concebeu duas obras: Sinais de vida (1982) e Parlamentarismo: um caminho sem retorno (1989).
Ele recebeu o título de cidadão recifense em agosto de 1997.

No ano de 2008, em sua homenagem, o Instituto Egídio Ferreira Lima foi criado. O objetivo, com a curadoria de um conselho de civis, é realizar debates, cursos e pesquisas dedicados ao Direito, Política e Cidadania.